# جون مور (لاعب كرة قدم مواليد 1955)
جون مور (بالإنجليزية: Jon Moore)‏ هو لاعب كرة قدم بريطاني في مركز الدفاع، ولد في 17 نوفمبر 1955 في كارديف في المملكة المتحدة. لعب مع إبسفليت يونايتد ونادي بريستول روفيرز ونادي بورنموث ونادي ميلوول.